# Psychrophilie
Psychrophilie (von altgriechisch ψυχρός psychrós „kalt“, „kühl“ sowie φίλος phílos „liebend“) ist die Eigenschaft von Lebewesen, niedrige Temperaturen zu bevorzugen. Lebewesen mit dieser Eigenschaft werden als psychrophil (kälteliebend) bezeichnet. Psychrophile Mikroorganismen zählen zu den Extremophilen. Sie gedeihen normalerweise bei −5 bis +20 °C. Eine Steigerung der Psychrophilen stellen die Kryophilen dar, welche sich auf Temperaturen unter −10 °C spezialisiert haben.

## Übersicht über die Temperaturansprüche bei Bakterien
Psychrophile Bakterien haben ein Wachstumsoptimum bei 15 °C, können aber auch bei Temperaturen unter dem Gefrierpunkt leben. Psychrotolerante Mikroorganismen dagegen tolerieren niedrige Temperaturen, können aber unterhalb 3–5 °C nicht mehr wachsen. Sie spielen für viele biotechnologische Fermentationsprozesse eine wichtige Rolle (siehe unten). In der Tabelle sind die ungefähren, sich überlappenden Temperaturbereiche aufgeführt, die man in verschiedene Klassen teilen kann:
Echte psychrophile Organismen (auch stenopsychrophil bezeichnet) können höhere Temperaturen zum Wachstum nicht tolerieren, während psychrotolerante Organismen (auch eurypsychrophil bezeichnet) geringe Temperaturen bevorzugen, aber auch Temperaturen bis in den mesophilen Bereich aushalten.
| Gruppe                            | Temperaturen [°C] | Temperaturen [°C] | Temperaturen [°C] |
| Gruppe                            | Minimum           | Optimum           | Maximum           |
| --------------------------------- | ----------------- | ----------------- | ----------------- |
| Psychrophil (stenopsychrophil)    | −5 bis +5         | 12 bis 15         | 15 bis 20         |
| Psychrotolerant (eurypsychrophil) | 3 bis 5           | 20 bis 30         | 30 bis 35         |
| Mesophil                          | 7 bis 15          | 30 bis 40         | 35 bis 47         |
| Thermophil                        | 40 bis 45         | 55 bis 75         | 60 bis 90         |
| Hyperthermophil                   | 70 bis 80         | 80 bis 90         | 90 bis 110        |

## Vorkommen

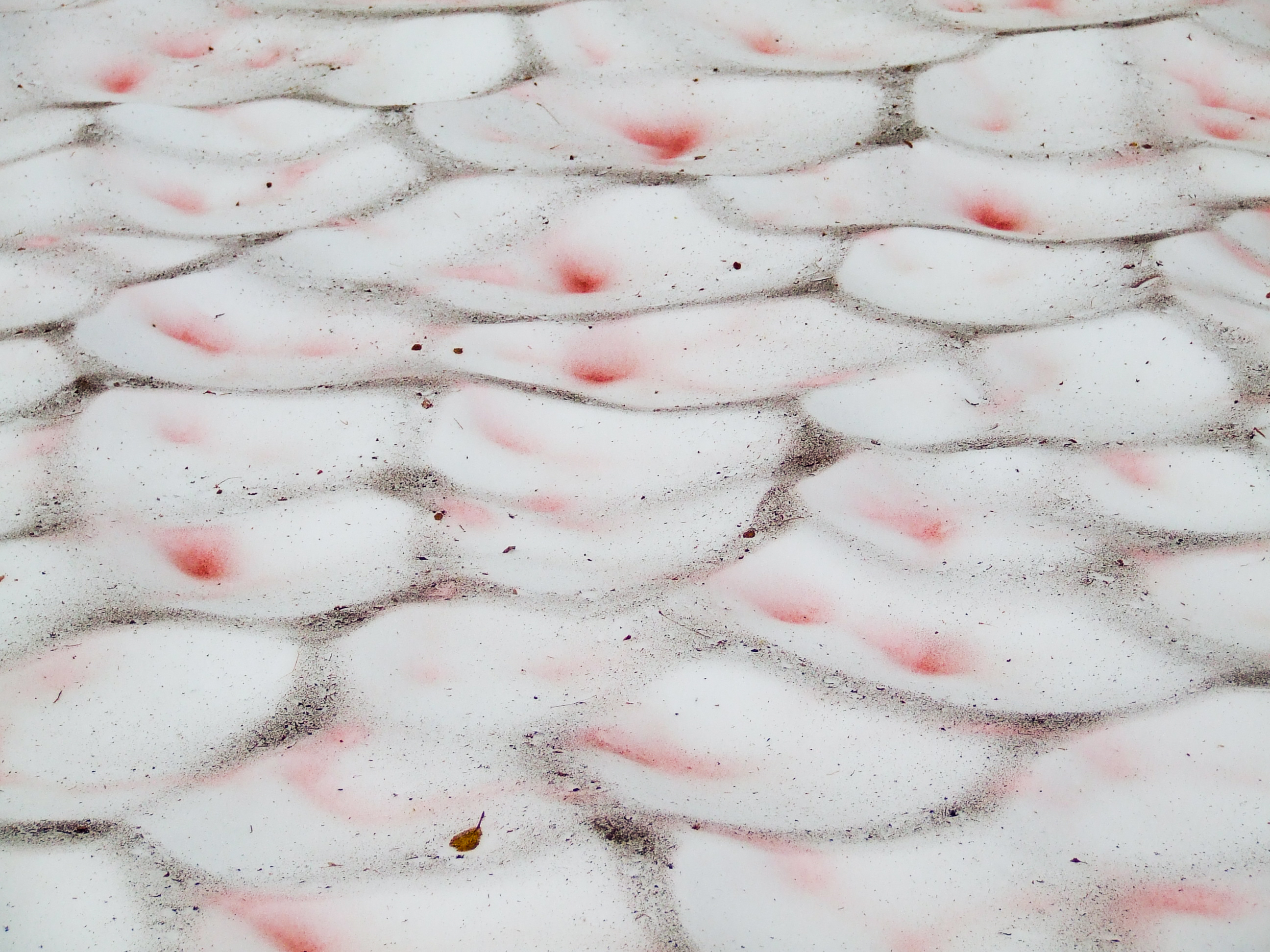
„Blutschnee“ im Fjällgebirge Nordschwedens

Psychrophile Mikroorganismen findet man oft in alpinen und polaren Regionen wie den Alpen, der Arktis (Grönland) bzw. Antarktis, wo sie eingeschlossen im Eis in winzigen Flüssigkeitsfilmen leben, die kaum größer sind als sie selbst. Außerdem leben andere Vertreter in tiefen, kalten Wasserschichten von Ozeanen und sind damit gleichzeitig barophil. Zu den kälteliebenden Mikroorganismen zählen häufig Bakterien (Flavobacterium-Arten, Micrococcus antarcticus, Photobacterium profundum, Shewanella benthica, Gallionella) und Archaea (Methanogenium frigidum, Methanococcoides burtonii, Halorubrum lacusprofundi), aber auch Pilze und Mikroalgen. Zu letzteren gehören auch die Schneealgen, die dafür  bekannt sind, Schnee bzw. Gletscheroberflächen im Sommer grün oder rot einzufärben (Blutschnee).

### Beispiel:Chryseobacterium greenlandense
Ein Beispiel für gleichzeitig psychrophile und barophile Bakterien wurde im Inlandeis von Grönland entdeckt. Der weniger als 0,2 µm große Organismus ist in der Lage, lange Zeiträume in Habitaten mit niedrigen Temperaturen, hohem Druck und niedrigem Sauerstoff- und Nährstoffgehalt zu überdauern. Er hat mehr als 120.000 Jahre in einer Tiefe von rund 3.000 Metern überlebt.
Das Bakterium  wurde an der Pennsylvania State University entdeckt und von Jennifer Loveland-Curtze und Kollegen erstmals auf der Jahresversammlung der American Society for Microbiology am 3. Juni 2008 der Öffentlichkeit vorgestellt. Sie ordnen es der Familie Flavobacteriaceae im Stamm Bacteroidetes zu. Der wissenschaftliche Name lautet Chryseobacterium greenlandense.

## Anpassung
Meistens sind die Enzyme psychrophiler Mikroorganismen ähnlich wie bei den thermophilen Mikroorganismen speziell diesen Lebensbedingungen angepasst. Im Vergleich zu den psychrotoleranten Organismen, die bei niedrigen Temperaturen – bei verlangsamtem Wachstum – überleben, können sich psychrophile Organismen unter diesen Bedingungen auch vermehren.
Hierbei enthält die Zellmembran dieser Organismen einen hohen Anteil an mehrfach ungesättigten Fettsäuren mit verkürzter Kettenlänge und zunehmender Verzweigung. Dies soll gewährleisten, dass die Membran bei niedrigen Temperaturen ausreichend fluide ist und nicht erstarrt. Zudem sind die Enzyme bei niedrigen Temperaturen ausreichend flexibel und thermolabil. Schließlich muss das Cytoplasma jener Psychrophilen flüssig bleiben und das Ausbilden von Eiskristallen verhindern. Bei Algen ist ein solches „Frostschutzmittel“ beispielsweise Glycerin.

## Biotechnologische Bedeutung
Psychrophile bzw. psychrotolerante Mikroorganismen (z. B. Brochothrix thermosphacta, Pseudomonas fragi) können ein Problem bei der Lagerung gekühlter Lebensmittel darstellen. Diese können trotz niedriger Temperaturen entscheidend zum Verderben beitragen. Yersinia enterocolitica, Listeria monocytogenes, Clostridium botulinum bzw. Bacillus cereus sind zudem humanpathogen.
Andererseits wird Bier sowie viele Molkereiprodukte (Käse, Joghurt) mit Hilfe von psychrotoleranten Mikroorganismen hergestellt. Diese spielen daher für die biotechnologische Fermentation eine wichtige Rolle.